# Premier Division 1986-1987 (Irlanda)
La stagione 1986-1987 è stata la sessantaseiesima edizione della League of Ireland, massimo livello del calcio irlandese.

## Squadre partecipanti

### Profili
| Club partecipanti | Club partecipanti | Città     | Stadio           | Stagione 1985-1986                  |
| ----------------- | ----------------- | --------- | ---------------- | ----------------------------------- |
| Athlone Town      | dettagli          | Athlone   | St Mel's Park    | 8° in League of Ireland             |
| Bohemians         | dettagli          | Dublino   | Dalymount Park   | 4° in League of Ireland             |
| Bray Wanderers    | dettagli          | Bray      | Carlisle Grounds | 2° in FAI First Division, promosso  |
| Cork City         | dettagli          | Cork      | Turners Cross    | 10° in League of Ireland            |
| Dundalk           | dettagli          | Dundalk   | Oriel Park       | 3° in League of Ireland             |
| Galway Utd        | dettagli          | Galway    | Terryland Park   | 2° in League of Ireland             |
| Home Farm         | dettagli          | Dublino   | Tolka Park       | 9° in League of Ireland             |
| Limerick City     | dettagli          | Limerick  | Jackman Park     | 7° in League of Ireland             |
| St Patrick's      | dettagli          | Dublino   | Richmond Park    | 6° in League of Ireland             |
| Shamrock Rovers   | dettagli          | Dublino   | Glenmalure Park  | Campione d'Irlanda                  |
| Sligo Rovers      | dettagli          | Sligo     | Showgrounds      | 2° in FAI First Division, promossso |
| Waterford United  | dettagli          | Waterford | Kilcohan Park    | 5° in League of Ireland             |

## Classifica finale
|  | Pos. | Squadra          | Pt | G  | V  | N | P  | GF | GS | DR  |
|  | ---- | ---------------- | -- | -- | -- | - | -- | -- | -- | --- |
|  | 1.   | Shamrock Rovers  | 39 | 22 | 18 | 3 | 1  | 51 | 16 | +35 |
|  | 2.   | Dundalk          | 30 | 22 | 12 | 6 | 4  | 40 | 21 | +19 |
|  | 3.   | Bohemians        | 29 | 22 | 11 | 7 | 4  | 32 | 23 | +9  |
|  | 4.   | Waterford United | 28 | 22 | 12 | 4 | 6  | 42 | 24 | +18 |
|  | 5.   | St Patrick's     | 23 | 22 | 7  | 9 | 6  | 22 | 21 | +1  |
|  | 6.   | Galway Utd       | 22 | 22 | 8  | 6 | 8  | 25 | 25 | 0   |
|  | 7.   | Cork City        | 18 | 22 | 7  | 4 | 11 | 30 | 34 | -4  |
|  | 8.   | Bray Wanderers   | 17 | 22 | 6  | 5 | 11 | 25 | 33 | -8  |
|  | 9.   | Sligo Rovers     | 17 | 22 | 6  | 5 | 11 | 23 | 38 | -15 |
|  | 10.  | Limerick City    | 17 | 22 | 7  | 3 | 12 | 24 | 38 | -14 |
|  | 11.  | Home Farm        | 13 | 22 | 6  | 1 | 15 | 24 | 48 | -24 |
|  | 12.  | Athlone Town     | 11 | 22 | 3  | 5 | 14 | 18 | 35 | -17 |

Legenda:

         Campione d'Irlanda e qualificata in Coppa dei Campioni 1987-1988
         Qualificata in Coppa delle Coppe 1987-1988 come seconda classificata della FAI Cup
         Qualificate in Coppa UEFA 1987-1988
         Retrocesse in First Division 1987-1988
Note:
Due punti a vittoria, uno a pareggio, zero a sconfitta.

## Statistiche

### Primati stagionali
| Record - Maggior numero di vittorie: Shamrock Rovers (18) - Minor numero di sconfitte: Shamrock Rovers (1) - Miglior attacco: Shamrock Rovers (51) - Miglior difesa: Shamrock Rovers (16) - Miglior differenza reti: Shamrock Rovers (+35) - Maggior numero di pareggi: St Patrick's (9) - Minor numero di vittorie: Athlone Town (3) - Maggior numero di sconfitte: Home Farm (15) - Peggiore attacco: Athlone Town (18) - Peggior difesa: Home Farm (48) - Peggior differenza reti: Home Farm (-24) |